# Megathericulus
Megathericulus és un gènere de mamífers pilosos de la família dels megatèrids que visqueren a Sud-amèrica durant el Miocè, fa entre 10 i 16,3 milions d'anys. Se n'han trobat restes fòssils a l'Argentina, Bolívia, el Perú i Xile. És el representant més primitiu de la subfamília dels megaterins. Tenia el crani més aviat llarg i esvelt. Se n'han descrit tres espècies, però hi ha dubtes considerables sobre la ubicació taxonòmica de dues d'elles. Així mateix, és possible que dues espècies classificades habitualment en el gènere Eomegatherium pertanyin en realitat a Megathericulus. El nom genèric Megathericulus significa ‘Megatherium petit’.